# 自成道
自成道（じせいどう）は、武道の名称。
時津賢児（1947年生まれ、フランス在住）が、30年に渡る武道 (空手、中国武術、気功、沖縄古流唐手、古流武術、剣術など) の研究・修行を経て、新しく生み出した武道。「実際に有効であり、年齢を超えて強くなれる方法論がなければ武道ではない」「自ら成すことによって、自らを成す」という思想の基に素手打撃系武道の方法論を確立しフランスを中心にヨーロッパ、北米、アフリカ、日本において指導普及を行なっている。自成道の中心となるコンセプトは、気功によるエネルギー効果を高めること、意念・鍛錬により武的身体を作り上げること、エネルギー原理に基づいた動きであること、実際の技の有効性を自由組手を行なうことにより実証すること、などによって形成されている。
また自成道は、稽古の構成として武術、矢山式気功、太極拳、エネルギーダンス の4つの部分で出来上がっている。「ゆっくり柔らかく動く稽古により、実戦において必要とされる技術、スピード、強さを生み出す。また自成道の稽古は、組み手の技の中に直ちに表れる武道的な有効性と健康と充実感を維持していく長期的な有効性を合わせ持ち気持ちの良い稽古となっている。良い武道の方法論というものは、実戦において有効であるだけでなく幾つになっても稽古できるようなエネルギー理論に則ったもので無ければならない。」としており、実際に時津は60歳になった現在も自由組み手を若い弟子達と行っている。著書にも『武道の力- - - - 人間は80歳まで強くなれる』があり、自らそれを実証しようとしている。

## 著書
（日本語）
- 武道の力
- 武的発想論
- 国際文化としての空手

（フランス語）
- STRIA DEL KARATE
- HISTOIRE DU KARATE-DO
- LA VOIE DU KARATE
- L’ ART DU COMBAT
- L’ ARTE DEL COMBATTERE
- LA VOIE DU KARATE